# Андерссон, Стен
Стен Сту́ре А́ндерссон (швед. Sten Sture Andersson; 20 апреля 1923 года, Стокгольм, Швеция — 16 сентября 2006) — шведский государственный деятель, социал-демократ. Занимал пост министра иностранных дел в правительствах Пальме и Карлссона (1985—1991).

## Биография
Родился в Сёдермальме (район Стокгольма) в семье плотника. В молодости работал почтальоном (в 1940—1945 годах), затем в качестве преподавателя в Ассоциации образования рабочих (Arbetarnas bildningsförbund, ABF) и в качестве менеджера по путешествиям с 1945 по 1953 год. С апреля 1944 года служил в армии. Вступил в Социал-демократический союз молодёжи Швеции (СДСМШ) в 1942 году и возглавлял комиссию по международным делам Стокгольмского отделения СДСМШ в 1945—1948 годах. Учился в Стокгольмском университете на отделении политологии и экономики в 1945—1950 годах.
В 1951—1962 годах был членом городского муниципалитета Стокгольма. С 1953 по 1958 год работал в Стокгольмском муниципалитете в качестве омбудсмена по делам рабочих; с 1953 года функционер, а в 1958—1962 годах — секретарь Стокгольмской организации СДРПШ. После выборов 1962 года и до 1982 года секретарь СДРПШ. В 1962—1993 годах членом исполкома правления СДРПШ. С 1975 года председатель Стокгольмской организации СДРПШ.
Депутат риксдага в 1966—1994 годах.
В 1969 году попытался занять пост лидера партии, но не смог заручиться достаточной поддержкой, чтобы серьёзно конкурировать с Улофом Пальме. С 1974 по 1977 год был членом совета директоров Стокгольмской фондовой биржи.
После парламентских выборов 1982 года был назначен министром социальных дел (8 октября 1982 — 14 октября 1985) в правительстве У. пальме и отвечал, среди прочего, за привязку пенсий к индексу потребительских цен.
14 октября 1985 года был назначен министром иностранных дел. На этом посту много времени посвятил посвятил себя израильско-палестинскому конфликту и смог установить тесные контакты и хорошие личные отношения с председателем ООП Ясиром Арафатом.
Во время визита в страны Балтии в ноябре 1989 года заявил, что страны Балтии не были оккупированы Советским Союзом. Заявление получило жёсткую критику. В своей автобиографии защищал это заявление, утверждая, что Балтика была «аннексирована», и что с точки зрения международного права это нечто иное, чем «оккупация».
Президент Северного совета в 1994 году.
Автор книги воспоминаний «В спокойных водах» (1993, ISBN 91-550-3997-9).